# 크리스 스턱만
크리스 스턱만(Chris Stuckmann, 1988년 4월 15일 ~ )은 미국의 유튜버, 영화 평론가, 영화 감독이다. 유튜브에서 가장 인기 많은 영화 평론가 중 하나로, 2022년 9월 기준 구독자 200만 이상이다. 방송 영화 비평가 협회 회원이다. 2023년 영화 《쉘비 오크스》를 통해 장편 데뷔할 예정이다.